# Nangau Tayau
Nangau Tayau is een bestuurslaag in het regentschap Lebong van de provincie Bengkulu, Indonesië. Nangau Tayau telt 767 inwoners (volkstelling 2010).